# Anna Sydonia cieszyńska
Anna Sydonia (ur. 2 marca 1598 w Cieszynie, zm. w lipcu 1619) – księżniczka cieszyńska z dynastii Piastów.
Córka księcia cieszyńskiego Adama Wacława i Elżbiety Kettler, córki ostatniego mistrza zakonu kawalerów mieczowych i pierwszego księcia Kurlandii i Semigalii Gottharda Kettlera. Żona Jakuba Hannibala II z hrabiów Hohenhembs (Hohenems).
Dzieciństwo upłynęło jej w Cieszynie. 2 listopada 1616 ojciec wydał ją za mąż za Jakuba Hannibala II z hrabiów Hohenhembs (Hohenems). Małżeństwo trwało niespełna trzy lata. Po urodzeniu jedynej córki, Joanny Eleonory, Anna Sydonia zmarła w następstwie komplikacji poporodowych.
Jej mąż jeszcze w tym samym roku, 9 grudnia 1619, ożenił się powtórnie. Jego druga żona Franciszka, córka księcia Hohenzollern-Hechingen Jana Jerzego, urodziła mu dwóch synów, Karola Fryderyka i Franciszka Wilhelma, których potomkowie w linii męskiej żyli po 1759. Sam Jakub Hannibal II zmarł 10 kwietnia 1646.